# Història política del món
La història política del món és la història de les diverses entitats polítiques creades per l'espècie humana al llarg de la seva existència a la Terra i la forma en què aquests estats defineixen les fronteres. Al llarg de la història, les entitats polítiques s'han estés des dels sistemes bàsics de l'autonomia i la monarquia a la complexitat dels sistemes democràtics i comunistes que existeixen avui en dia; en paral·lel, els sistemes polítics s'han expandit des dels límits fronterers definits vagament, fins als límits clarament definits que existeixen en l'actualitat.

## Edat antiga

Límits de l'Imperi Romà

En la història antiga, les civilitzacions no tenen límits definits com els estats tenen hui en dia, i les seues fronteres podrien ser descrites amb més precisió com a límits. Les primeres dinasties sumèries i les primeres dinasties egípcies aviat van ser les primeres civilitzacions a definir les seves fronteres.
Els primers estats són les primeres dinasties sumèries i les primeres dinasties egípcies, que van tenir el seu origen en el període Uruk i en el període predinàstic d'Egipte, respectivament, al voltant de 3000 aC. Les primeres dinasties egípcies s'establiren al riu Nil, al nord-est d'Àfrica, les fronteres d'aquest regne s'establien al voltant del Nil i s'estenien a zones on existien els oasis. L'antiga Sumèria s'establia al sud de la Mesopotàmia i les seves fronteres s'estenen des del golf Pèrsic a les parts dels rius Tigris i Eufrates.
El 2500 aC, la civilització índia se situava a la vall de l'Indus. Les fronteres d'aquesta civilització s'estenien 600 km cap a l'interior des de la mar d'Aràbia.
L'any 336 aC s'esdevé l'ascens d'Alexandre el Gran, que va forjar un imperi de diversos estats vassalls que s'estenien des de la Grècia moderna fins al subcontinent indi, la qual cosa connectava les nacions mediterrànies amb les de l'Àsia central i meridional. Els límits d'aquest imperi s'estenien a centenars de quilòmetres.
L'Imperi Romà (509 aC-476 dC) va ser la primera civilització occidental que va saber definir amb precisió els seus límits, encara que aquests límits eren més aviat fronteres; però l'imperi no definia amb precisió les seves fronteres, aquestes s'ampliaven sovint i van ser, en molts casos, indirectament, part del territori governat per d'altres.
Els ideals de nació de llatins i grecs s'han vist molt influïts per les opinions occidentals sobre aquest tema, amb la base de molts sistemes de govern, d'autoritat o d'idees que prenen de Roma o de les ciutats estat gregues. En particular, els estats europeus de l'edat mitjana van adquirir la seva autoritat de la religió catòlica, i les democràcies modernes es basen en part en l'exemple de l'antiga Atenes.

## Edat mitjana

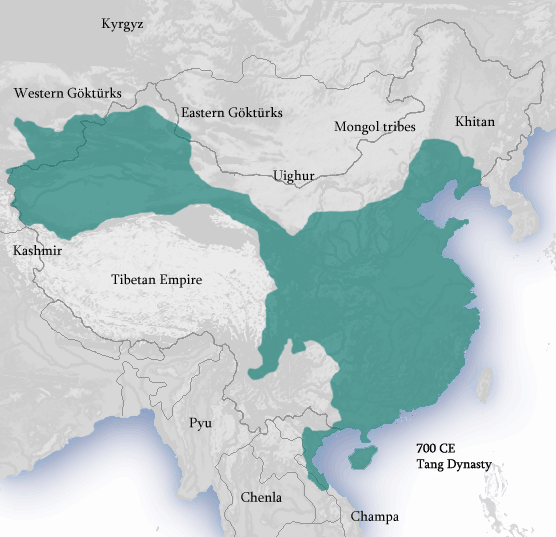
La dinastia Tang el 700 dC

A la Xina, l'entrada de la dinastia Sui va suposar un canvi en el govern i una expansió de les seves fronteres com en moltes burocràcies separades i unificades sota una sola bandera. Aquest procés es va desenvolupar fins a esdevindre la dinastia Tang, quan Li Yuan va prendre el control de la Xina l'any 626. Fins a aquest moment, els xinesos havien ampliat les fronteres de l'est de la Xina, cap al nord a l'Imperi Tang. L'Imperi Tang es va desmembrar el 907 i es va dividir en deu regnes regionals i cinc dinasties, amb fronteres imprecises. 53 anys després de la separació de l'Imperi Tang, la Xina va entrar en la dinastia Song en el marc de l'estat de Chao K'uang; les fronteres d'aquest país mai van ser tan grans com amb la dinastia Tang, tot i que s'estan redefinint constantment les fronteres a causa dels atacs tàrtars, poble veí.
A l'Europa occidental, uns pocs països, incloent Anglaterra, Escòcia, Islàndia i Noruega, viuen units breument en un sol estat al voltant de Carlemany al 800 dC; ja s'havien convertit efectivament en estats nació pels volts de l'any 1000 dC, amb un regne (Commonwealth en el cas d'Islàndia) en gran part coterminal amb una majoria de persones que comparteixen una llengua i una cultura.

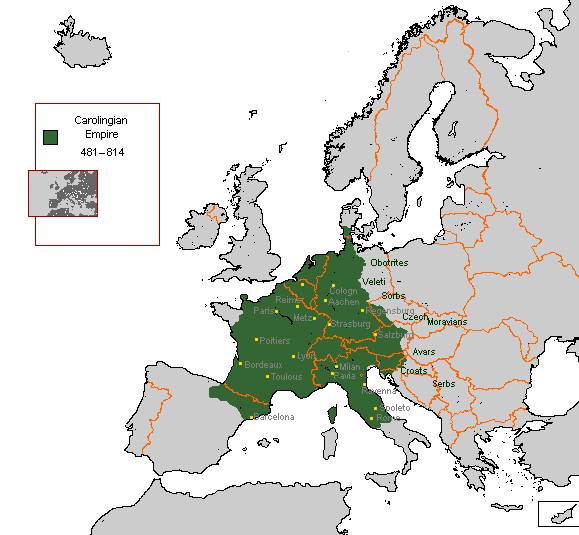
L'Imperi Carolingi sota Carlemany al voltant del 800 dC. En taronja les fronteres modernes

En la major part del continent europeu, els pobles estaven sorgint al voltant de les minories ètniques, lingüístiques i els grups geogràfics, però això no es reflecteix en les entitats polítiques. En particular, França, Itàlia i Alemanya, encara que reconegudes per altres nacions com els països on vivien els francesos, italians i alemanys, no existien com a estats en gran manera coincidents amb els països durant segles, i les lluites per a formar i definir les seves fronteres van ser una de les principals causes de les guerres a Europa fins al segle xx. En el decurs d'aquest procés, alguns països, com Polònia, a causa de les seves divisions, i també França en l'alta edat mitjana, gairebé van deixar d'existir com a estats, per períodes. Els Països Baixos, a l'edat mitjana, a diferència d'un país com França, van esdevindre permanentment dividits; hui en dia només es divideixen en dos: Bèlgica i els Països Baixos. Espanya es va constituir com un estat nació per la unió dinàstica dels petits regnes cristians, procés que s'accelera al final de les campanyes de la conquesta de l'Àndalus, que va provocar la desaparició del país islamicoibèric.
A l'Amèrica central el 1299, l'Imperi asteca es va establir en el marc inferior de Mèxic; aquest imperi va durar més de 500 anys i va arribar a abastar 5.000 quilòmetres quadrats de terra.

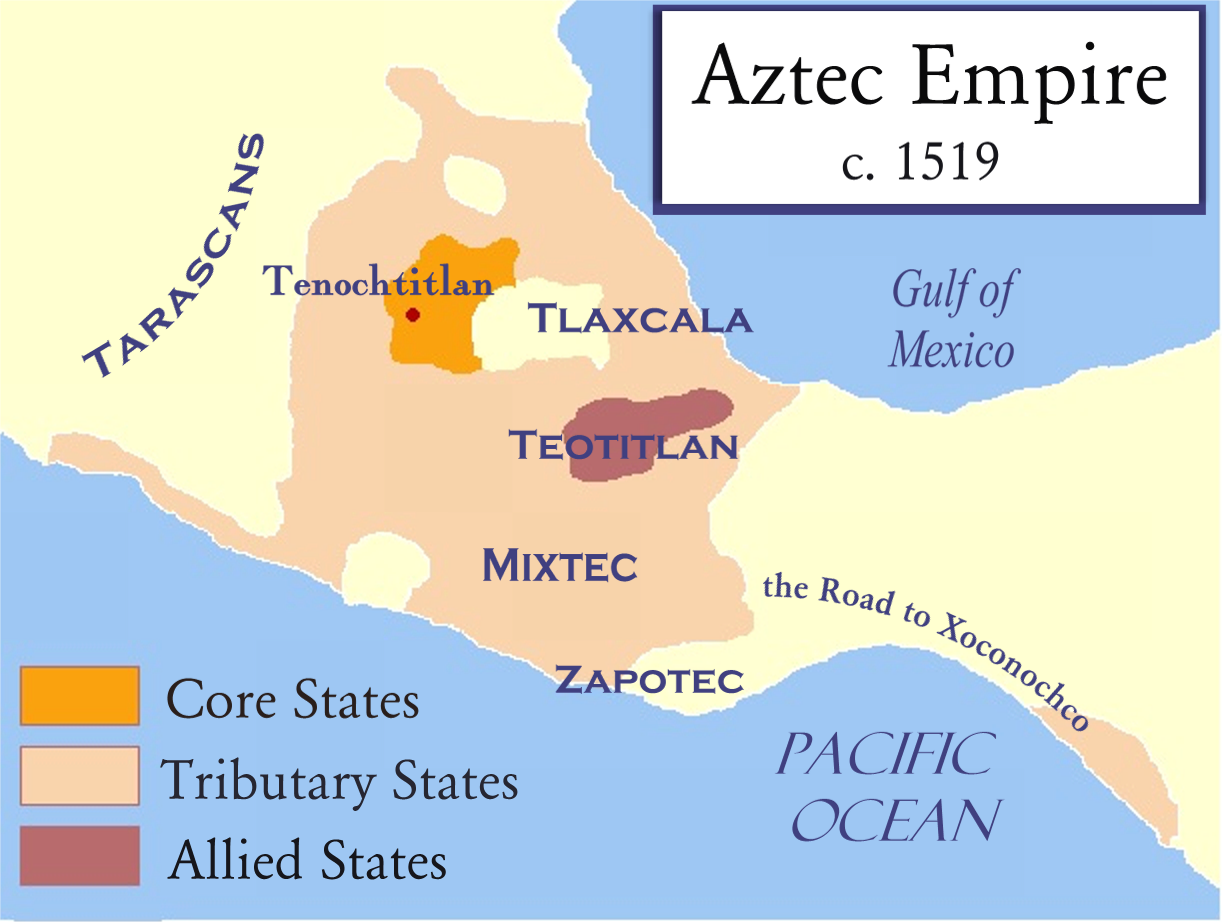
L'Imperi asteca el 1519

200 anys després del començament dels imperis asteques i tolteques, al nord i a l'Àsia central va sorgir l'Imperi Mongol. A finals del segle xiii, l'imperi es va estendre per tot Europa i Àsia, i va ser breu la creació d'un estat capaç de governar i administrar les diverses cultures que abastava. El 1299, els otomans van entrar en escena; aquests nòmades turcs van prendre el control de l'Àsia Menor, juntament amb part d'Europa central durant un període de 370 anys, que es pot considerar com una llarga durada Islàmica de contrapés a la cristiandat.
Aprofitant les oportunitats obertes per l'avanç cap a l'esquerra dels mongols i de la seva recessió, així com la propagació de l'islam, Rússia va prendre el control de la seva pàtria al voltant de 1613, després de molts anys de domini tàrtar. Després d'obtenir la independència, els prínceps de Rússia van començar a ampliar les seves fronteres, sota la direcció de molts tsars de Rússia. En particular, Caterina la Gran es va apoderar de la part occidental d'Ucraïna, de Polònia, amb l'ampliació massiva de la seva mida. Al llarg dels segles següents, Rússia es va expandir ràpidament, i arribà a prop de la seva mida moderna.

## Edat moderna

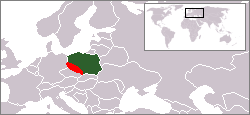
Situació de Silèsia dins d'Europa (en vermell)

El 1700, Carles II de Castella va morir, i havia nomenat Felip d'Anjou, net de Lluís XIV, el seu hereu. La decisió de Carles no va ser acceptada per la corona d'Aragó que veia perillar les seves lleis pròpies i la seva independència de Castella. A més, a l'exterior, tampoc va ser ben rebuda la decisió de Carles per part dels britànics, que creien que Lluís utilitzaria l'oportunitat d'aliar França i Espanya i tractar de dominar Europa. El Regne de la Gran Bretanya va formar la gran aliança amb Holanda, Àustria i la majoria dels estats alemanys i juntament amb la corona d'Aragó, va declarar la guerra a Castella el 1702. La Guerra de Successió espanyola va durar 11 anys, i va acabar quan es va signar el tractat d'Utrecht el 1714.
Menys de 50 anys després, el 1740, de nou hi hagué una guerra, desencadenada per la invasió de Silèsia, part d'Àustria, pel rei Frederick II de Prússia. La Gran Bretanya, els Països Baixos i Hongria van donar suport a Maria Teresa. Durant els propers vuit anys, aquests i altres estats van participar en la Guerra de Successió d'Àustria, fins que es va signar un tractat, que permetia a Prússia mantenir Silèsia. La Guerra dels Set anys va començar quan Espanya dissolgué la seva aliança amb la Gran Bretanya i es va aliar amb França i Rússia. El 1763, la Gran Bretanya, que va guanyar la guerra, va reclamar les terres del Canadà i a l'est del Mississipi. Prússia també va mantenir Silèsia.

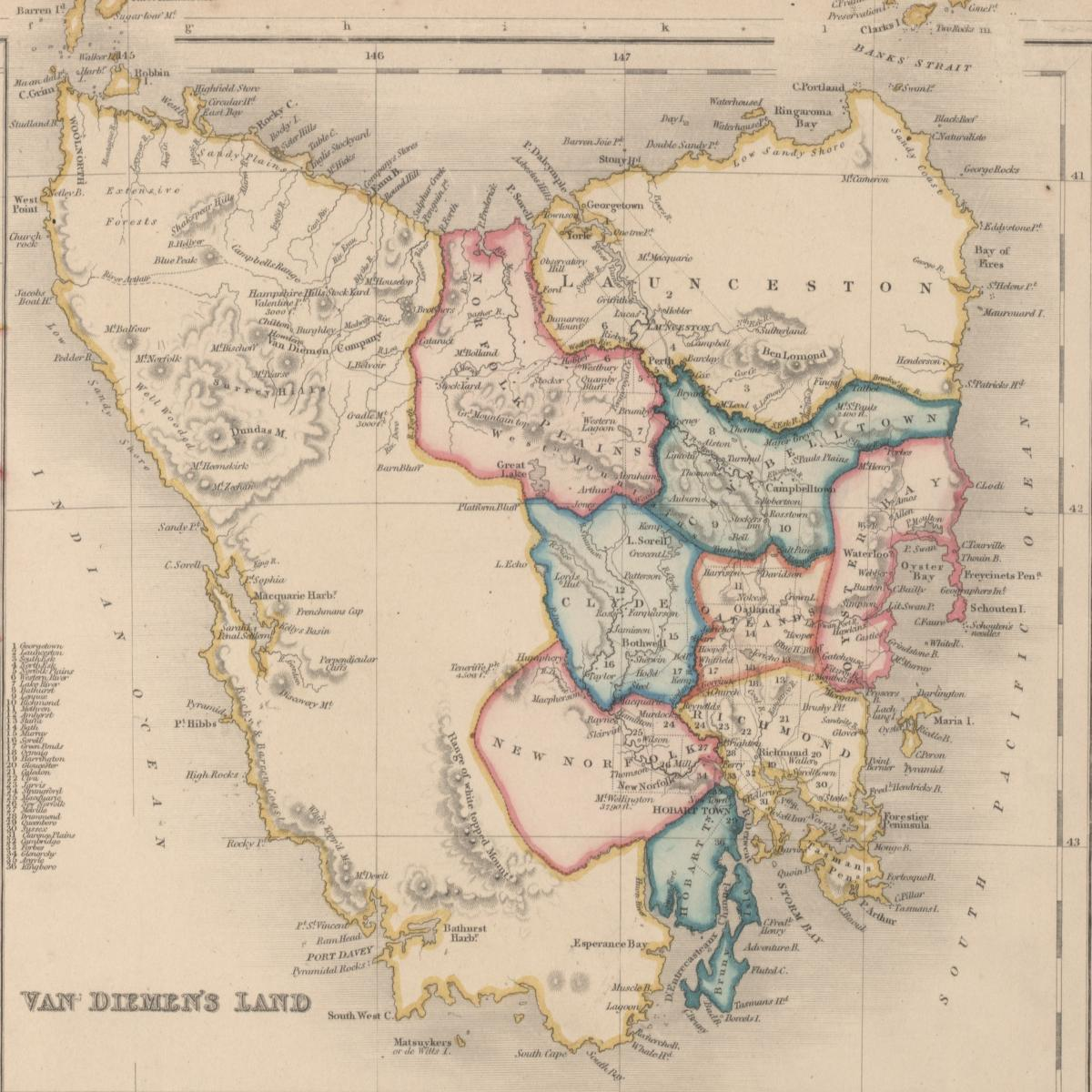
L'illa de Terra de Van Diemen, Tasmània, el 1852

L'interès en la geografia de l'hemisferi sud va començar a augmentar en el segle XVIII; el 1642, el navegant holandès Abel Tasman va ser l'encarregat d'explorar l'hemisferi sud; durant els seus viatges, Tasman descobreix l'illa de Terra de Van Diemen, que més tard va ser nomenada Tasmània, la costa d'Austràlia i Nova Zelanda el 1644. El capità James Cook va ser l'encarregat el 1768 d'observar un eclipsi solar a Tahití i va navegar cap al port Stingray a la costa est d'Austràlia el 1770, reclamant la terra per a la corona britànica. Els assentaments a Austràlia van començar el 1788 quan la Gran Bretanya començà a utilitzar aquest país per a deportar els condemnats, des del 1793. Així mateix, Nova Zelanda a la dècada de 1790 es va convertir en una llar per als caçadors de balenes i foques; més tard, s'enceten els assentaments de caràcter no comercial per part dels escocesos en la dècada de 1820 i de 1830.

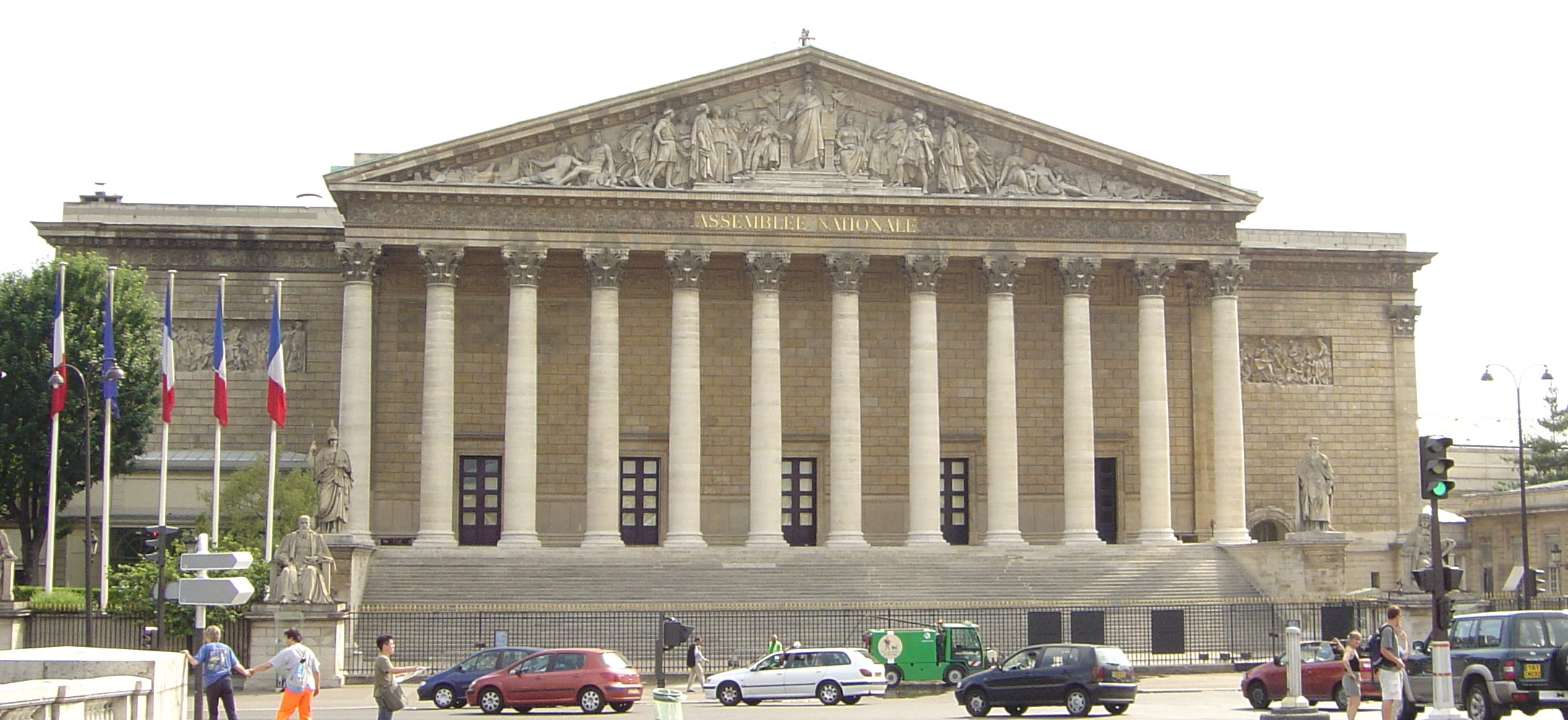
L'Assemblea Nacional

A Amèrica del Nord, quan la revolució estava començant el 1770, les tropes britàniques van obrir foc contra una multitud, un esdeveniment conegut posteriorment com la massacre de Boston, quan encara les autoritats britàniques no havien sabut determinar si aquest esdeveniment era un aldarull puntual o signe d'alguna cosa més seriosa. El 1775, les forces rebels confirmaren les seves intencions atacant les tropes britàniques a Bunker Hill. Poc després, el representant de Massachusetts al Segon Congrés Continental, John Adams, i el seu cosí, Samuel Adams, eren part del grup que redactà la Declaració d'Independència dels Estats Units d'Amèrica. El Congrés va finalitzar sense comprometre's amb una declaració, però es va preparar per al conflicte nomenant George Washington com a comandant de l'exèrcit Continental. La Guerra d'independència dels Estats Units esclatà i es va perllongar fins que el Regne de la Gran Bretanya va signar el tractat de París (1783) i va reconèixer formalment la independència d'Amèrica.
El 1788, els estats van ratificar la Constitució dels Estats Units, passant d'una confederació a una unió, i el 1789 va triar George Washington com el primer president dels Estats Units. A finals de la dècada de 1780, França agreujà el deute, a més, l'increment d'impostos augmentà la fam del poble. Com una mesura d'últim recurs, el rei Lluís XVI va convocar els Estats Generals el 1788. El tercer estat afrontà la convocatòria dels Estats Generals amb el propòsit de fer les reformes econòmiques i polítiques que li convenien, i amb el convenciment que hauria d'enfrontar-se a l'aristocràcia i a la monarquia.
La convocatòria suposà, doncs, l'inici del procés revolucionari que havia de conduir la burgesia al poder. Al mateix temps que es produí la revolució jurídica, s'inicià la revolució popular a París i en altres ciutats, que consolidà la revolució burgesa davant la reacció del monarca i dels privilegiats de l'antic règim. El poble tenia el convenciment que el rei, que acabava de canviar part del govern l'11 de juliol, atacaria els manifestants que s'estaven reunint davant l'ajuntament per protestar en contra d'aquesta mesura. Els sectors populars van acabar atacant l'Hôtel des Invalides per agafar armes de foc amb què defensar la revolució i, a continuació, van robar la pólvora emmagatzemada a la Bastilla, la fortalesa on arrestaven els detinguts polítics i que havia esdevingut l'encarnació del poder absolut del sobirà. Dominada la reacció, Lluís XVI torna a París i la noblesa inicià la fugida, i l'oposició el nou règim. L'agost del mateix any, els membres de l'Assemblea Nacional van redactar un document revolucionari: la Declaració dels Drets de l'Home i del Ciutadà, que va proclamar la llibertat d'expressió, de premsa i de religió. El 1792, altres estats europeus intenten sufocar la revolució. En el mateix any, els exèrcits austríac i alemany van intentar assetjar París, però els francesos els repel·liren. Sobre la base dels temors d'invasió europea, un grup radical conegut com els jacobins va abolir la monarquia i el rei Lluís va ser executat per traïció el 1793. En resposta a aquest radical aixecament, la Gran Bretanya, Espanya i els Països Baixos s'uniren per lluitar contra els jacobins, fins que el regnat del terror va acabar el 1794 amb l'execució d'un líder jacobí, Maximilien Robespierre. Una nova constitució va ser aprovada el 1795 amb i la calma va tornar, encara que el país va continuar en guerra. El 1799, un grup de polítics liderat per Napoleó Bonaparte desallotjaren els dirigents del Directori.

## Edat contemporània

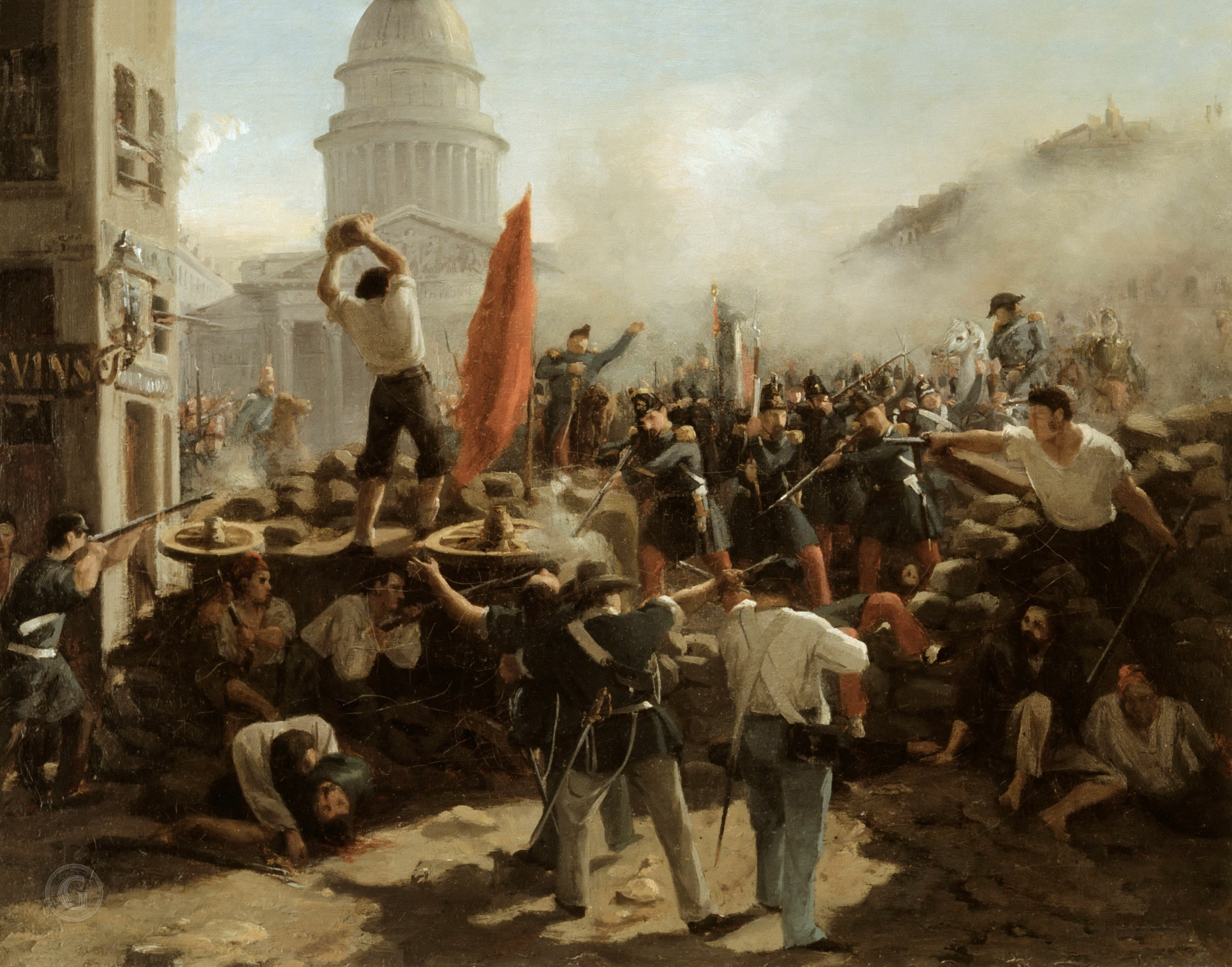
Barricada del carrer Soufflot, de Vernet. Revolta popular a París el febrer del 1848

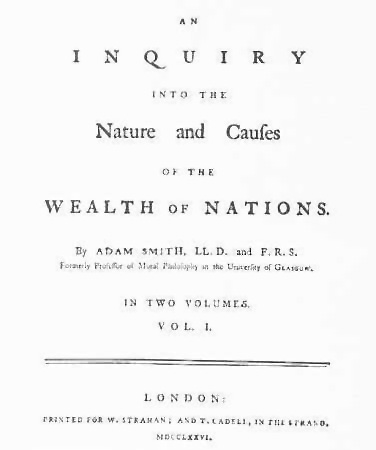
Portada de La riquesa de les nacions
d'Adam Smith (edició del 1776).

L'edat contemporània és el concepte que s'aplica a l'últim gran període històric, que comprèn des de la Revolució francesa l'any (1789) i arriba fins a la nostra actualitat. Tanmateix, cal tenir en compte que aquest període no és, en cap cas, una època lineal, sinó complexa i amb diferents canvis que la determinen. La podem caracteritzar per un marcat procés de creixement econòmic, tant des d'un punt de vista quantitatiu (producció i consum) com des d'un punt de vista qualitatiu (productivitat, mecanització i industrialització). Paral·lelament, l'economia queda determinada en aquest període per un procés de globalització accelerat, però amb una gran diversitat segons la regió analitzada.
Cal tenir en compte que aquest període té dins seu subdivisions, com els canvis de segles, i esdeveniments fonamentals per a la humanitat com la Revolució russa o la Segona Guerra mundial; aquest últim com a referent d'un període, món actual, que segons els historiadors i la disciplina s'entén com un altre període aliè a l'edat contemporània. Paral·lelament, en el món anglosaxó, existeix una altra manera d'anomenar el període actual amb el concepte de període modern, tot enllaçant des del Renaixement fins a l'actualitat. Aquest període modern es divideix en dues etapes, la primera edat moderna i la tardana edat moderna, separades per la mateixa Revolució anglesa el 1688 (un segle abans de la Revolució francesa).
Políticament, sorgeix una nova ideologia, el comunisme i les seves branques socialistes, arran de l'aparició del proletariat com a classe social. És l'època dels totalitarismes, de la guerra mundial, i no sols entre zones properes, i dels genocidis d'estat, però també de noves democràcies arreu, de la Declaració dels drets humans i d'organitzacions internacionals com l'ONU o la Unió Europea.
El capitalisme s'imposa com a sistema econòmic dominant i les relacions entre els diferents països formen un mercat cada cop més únic. Les diferències de classe, però, també augmenten i així es parla de primer i tercer món, segons els ingressos i el nivell de vida de cada zona. La terciarització de l'economia i la mecanització fan possible una societat del lleure.
Els mitjans de comunicació de masses ajuden a donar a conèixer els diferents models culturals, especialment l'occidental, que s'imposa amb la publicitat o el cinema. Diferents moviments rebutgen aquesta imposició, sovint aliats amb grups antiglobalització. La consciència d'estar esgotant els recursos del planeta fa sorgir l'ecologisme. A la vegada, la societat va experimentar la destrucció de la societat preindustrial i es construïa una societat de classes presidida per una burgesia, que va contemplar el declivi dels seus antagonistes tradicionals: els privilegiats i el naixement i desenvolupament d'un de nou: el moviment obrer, en nom del qual es van plantejar diferents alternatives al mateix capitalisme. Més espectaculars van ser, fins i tot, les transformacions polítiques i ideològiques (revolució liberal, nacionalisme, totalitarismes); així com les mutacions del mapa polític mundial i les majors guerres conegudes per la humanitat.
La humanitat va experimentar una transició demogràfica, conclosa per a les societats més avançades (l'anomenat primer món) i encara en curs per a la major part (els països subdesenvolupats i els recentment industrialitzats), que ha portat el seu creixement més enllà dels límits que li imposava històricament la naturalesa territorial, aconseguint la generalització del consum de tota mena de productes, serveis i recursos naturals que han elevat per a una gran part dels éssers humans el nivell de vida d'una manera abans insospitada, però que han aguditzat les desigualtats socials i espacials, i deixen plantejat per al futur pròxim greus incerteses mediambientals, a més de les migracions cap a les ciutats, que han buidat el món rural, i l'ascens de la burgesia com a classe urbana, la veritablement dirigent de l'època.
La cultura i la ciència van protagonitzar un període d'extraordinari desenvolupament i fecunditat; mentre que l'art i la literatura s'alliberaven d'un romanticisme propiciat per les acadèmies i oberts a un públic i un mercat cada vegada més amplis; s'han vist sotmesos a l'impacte dels nous mitjans de comunicació de masses, escrits i audiovisuals, la qual cosa els va provocar una verdadera crisi d'identitat, que comença amb l'impressionisme i les avantguardes i encara no s'ha superat.